# SG-005
SG-005 – łódź hybrydowa Morskiego Oddziału SG. Eksploatowana  przez Wydział Zabezpieczenia Działań Morskiego Oddziału SG.
Jednostka przeznaczona jest do abordażowych, patrolowych oraz interwencyjno-pościgowych. Motorówka kosztowała 970 tys. zł. Łódź wcielono do służby 12 grudnia 2017 roku.